# Holzmine 42
Holzmine 42 – niemiecka mina przeciwpancerna z okresu II wojny światowej.
Zewnętrzny korpus miny wykonany był z drewna, wewnątrz mina była podzielona na cztery przedziały. W dwóch zewnętrznych znajdował materiał wybuchowy, w środkowym znajdował się detonator, a czwarty przedział zawierał zapalnik. Mina często była wyposażana w dodatkowe zapalniki-pułapki utrudniające jej rozbrojenie.